# Nikoloz Izoria
Nikoloz Izoria est un boxeur géorgien né le 31 août 1985 à Poti.

## Carrière
Médaillé d'argent en moins de 51 kg aux Championnats d'Europe de boxe amateur 2004 à Pula, Nikoloz Izoria est battu en huitièmes de finale dans cette même catégorie par l'Azerbaïdjanais Fuad Aslanov lors des Jeux olympiques d'été de 2004 à Athènes.
Il est battu en huitièmes de finale dans la catégorie des moins de 57 kg par l'Azerbaïdjanais Shahin Imranov lors des Jeux olympiques d'été de 2008 à Pékin.